# Sotin

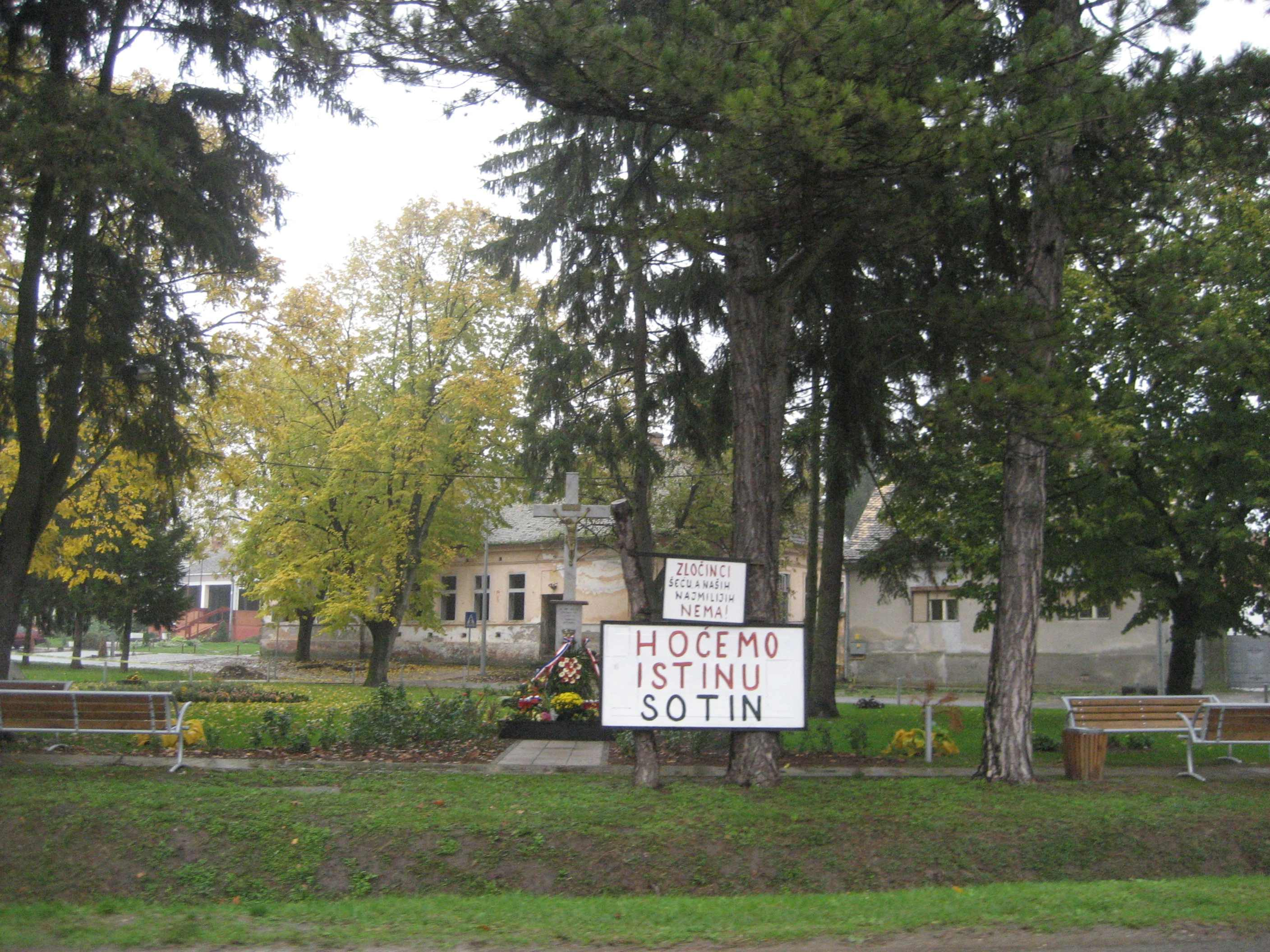
Denkmal für die von serbischen Freischärlern ermordeten Kroaten in Sotin und ein Protesttransparent „Die Mörder unserer Liebsten laufen frei herum, wir möchten die Wahrheit erfahren“

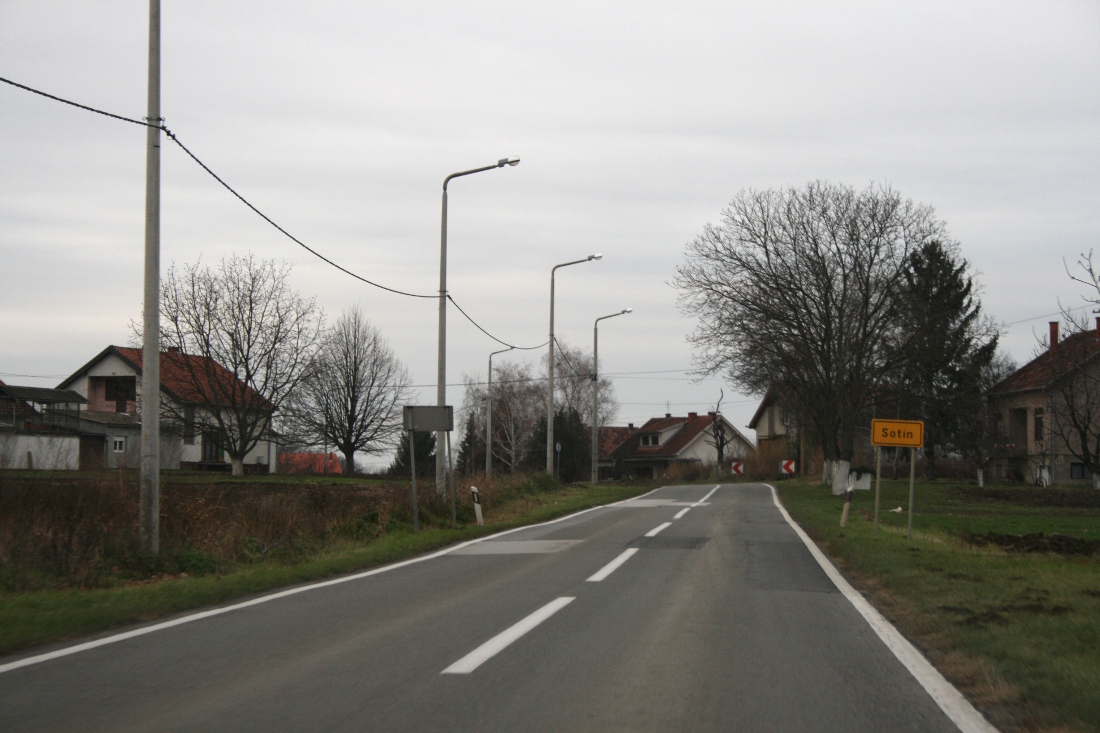
Ortseinfahrt von Sotin

Sotin (deutsch Sotting, ungarisch Zatta, lateinisch Cornacum) ist ein Ort im äußersten Osten Kroatiens an der Donau.

## Geographische Lage
Sotin liegt in 123 m Höhe auf einem Steilhang 50 Meter oberhalb der Donau, die unmittelbar nördlich des Ortes verläuft und gleichzeitig die Grenze zu Serbien ist. Verwaltungstechnisch gehört der Ort zur Stadt Vukovar, obwohl diese 15 km von Sotin entfernt ist.
Der Ort liegt auf der westsyrmischen Lößplatte.

## Geschichte
Funde aus dem Neolithikum beweisen, dass das Gebiet schon zu vorgeschichtlicher Zeit besiedelt war. Das Ethnonym Cornacates das die hier während der römischen Kaiserzeit lebende Bevölkerung erhielt, wurde aus dem von den Römern gebrauchten Ortsname Cornacum gebildet. Die Cornacates waren daher eine von den Römern organisierte regionale Gruppierung. Das Territorium der von dieser Gruppe bewohnten Civitas peregrina ist durch eine bei Sirmium, der Hauptstadt von Unterpannonien entdeckte Inschrift sowie durch den Ortsnamen Cornacum zu bestimmen. Seit dem 1. Jahrhundert n. Chr. befand sich in Sotin das Grenzkastell Cornacum.
Das heutige Dorf wird erstmals 1289 in einer ungarischen Urkunde erwähnt. Das Dorf galt zu dieser Zeit aber bereits als blühende Siedlung. Die Anwesenheit einer katholischen Kirche ist seit 1333 nachweisbar.
Von 1526 bis 1687 unterstand Sotin osmanisch- (türkischer) Herrschaft. Es gab auch in dieser Zeit eine kleine christliche (katholische) Gemeinde. Nach dem Abzug der Türken wandelte sich die Bewohnerstruktur grundlegend: Serben, Kroaten und Ungarn ließen sich in den leergewordenen Gebieten nieder. 1720 waren 77 Familien im Ort ansässig, diese Zahl reduzierte sich bis 1757 allerdings auf 40. Von 1732 bis zum Türkeneinfall 1739 siedelten erstmals Deutsche aus Württemberg im Ort. Ab 1759 gab es dann eine durchgehende deutsche Besiedlung.
1739 wurde ein Marienbild aus Belgrad hierher gebracht, um es vor den Türken zu bewahren. 1768 wurde die Lukas und Vitus gewidmete Kirche von den Franziskanern neu erbaut und beherbergt seitdem die Marienikone. Seit dieser Zeit ist Sotin als Wallfahrtsort bekannt.
Die Deutschen lebten bis 1849 in der tiefergelegenen „Schwabengasse“, während die slawische Bevölkerung in den höhergelegenen Straßen wohnte. Bis 1939 hatte sich dieses Verhältnis umgekehrt, sodass jetzt die Slawen im unteren Teil des Dorfes wohnten. Der Zensus von 1931 ergab eine Bevölkerung von 1527 Einwohnern, davon 59 Prozent Deutsche, 30 Prozent Slawen (Kroaten und Serben). Nach dem Zweiten Weltkrieg wurden die Deutschen vertrieben.
Während der Belagerung der nahegelegenen Stadt Vukovar im Jahre 1991 wurde Sotin durch serbisch-jugoslawische Truppen besetzt. Noch 2006 gab es viele leerstehende Gebäude im Ort, deren Bewohner im Laufe des Kroatienkrieges geflohen waren. Die Bevölkerung ist teilweise kroatisch, teilweise serbisch.

## Kirchen und Friedhöfe
Es gibt eine katholische (kroatische) Kirche (erbaut 1802) und eine serbisch-orthodoxe Kirche. Die katholische Kirche wurde im Zweiten Weltkrieg und im Kroatienkrieg zerstört und jeweils neu aufgebaut. Am Ostrand des Dorfes liegt der katholische Friedhof, in der Nähe der serbisch-orthodoxen Kirche der kleinere serbisch-orthodoxe Friedhof. Auf dem katholischen Friedhof finden sich viele Gräber von Deutschen (sogenannte Donauschwaben).